# Atherigona fusci
Atherigona fusci är en tvåvingeart som beskrevs av Preeti Srivastava 1985. Atherigona fusci ingår i släktet Atherigona och familjen husflugor. Inga underarter finns listade i Catalogue of Life.